# 石井町長暴行事件
石井町長暴行事件（いしいちょうちょうぼうこうじけん）とは2009年の事件。

## 概要
2009年7月9日夜に徳島県徳島市の飲酒店で河野俊明石井町長がフィリピン人女性の飲食店従業員に怪我を負わせた。その2日後の7月11日に被害者が徳島県警に通報した。徳島県警は2009年12月に河野町長を傷害罪で書類送検したが、2010年12月に徳島地検は暴行罪に切り替えて「偶発的な犯行で事案が軽微」として起訴猶予の不起訴処分とした。被害者は徳島検察審査会に審査を申し立て、2011年4月に「起訴し、有罪無罪の白黒をつける機会を設けるべき」として起訴相当の議決をした。2011年9月26日に徳島地検は「女性の顔に拳を押し付けるようにして殴っているとはいえ、強度の暴行とは言えず偶発的」として、再び起訴猶予の不起訴処分とした。2011年12月16日に徳島検察審査会は「町長という公職にある者の行為であることを重要な要素として考慮すべきであるにもかかわらず検察官がその点を十分考慮したとは思われない」と指摘した上で、河野町長が完全否認していることも問題視した上で「不起訴処分で終止符を打つことは双方にとって何の解決にもならず、司法の場で真実を明らかにすることが重要」として起訴議決をした。指定された3人の指定弁護士によって2012年3月27日に強制起訴された。
2012年9月に徳島地裁で初公判が開かれた。公判では指定弁護士は被害女性による河野町長の暴行に関する供述が具体的と主張して罰金20万円を求刑したが、一方で弁護側は女性幹部従業員らによるでっちあげの事件と反論し、女性らの供述が事件直後から変節していること等を理由に信用できないとして無罪を訴えた。また、当時店内にいた客や従業員らの公判証言も、河野町長の暴行現場を見たという者から、「殴ってはいない」「気づかなかった」という者まであり異なった。
2013年2月8日に徳島地裁は河野町長に対して暴行罪の有罪を認定して科料9000円を言い渡した。河野町長の弁護士は有罪判決を批判した上で、検察審査会強制起訴制度の被告の負担の大きさについて「長年、この事件に引っ張られた結果、わずか科料9000円の罪になるといかにもむごい制度。果たして起訴に値したのか。」と述べた。検察審査会強制起訴制度において起訴された事件としては初の有罪判決であった。河野町長は控訴した。
一審の有罪判決後に石井町議会では町長に対する辞職勧告決議案が同年2月18日に採決されたが、賛成6票・反対7票で否決され、町長リコール運動が起こるも有権者の3分の1以上の署名が集められる見込みが無くなったことで同年6月29日に不実施が決まった。
高松高裁の公判では一審で河野町長が女性を叩くのを見たと証言した客が控訴審で「見ていない」と証言を覆したが、2014年2月12日の判決公判で客の控訴審での発言を「信用できない」とした上で、科料9000円の有罪判決を維持して控訴を棄却した。
河野町長は上告するも、2015年4月27日に最高裁は上告を棄却し、科料9000円の有罪判決が確定した。河野は同年4月26日の町長選で敗れ、同年4月30日までで町長任期は終了となった。